# François-Alphonse Forel
 (mars 2023).
François-Alphonse Forel, né le 2 février 1841 à Morges (Vaud) et mort le 8 août 1912 dans la même ville, est un naturaliste, physiologiste, limnologue, sismologue et enseignant suisse.

## Biographie
François-Alphonse Forel est issu d'une famille de magistrats, de notaires et de négociants, établie dans le canton de Vaud et réputée pour les travaux de ses ancêtres politiciens, savants ou artistes. À l'époque, deux de ses cousins sont eux aussi particulièrement distingués : le chimiste et graveur Alexis Forel ainsi que le psychiatre et myrmécologue Auguste Forel. Le jeune François-Alphonse Forel est initié à la science par son père, François Forel, avocat, historien, et également naturaliste par passion. À l'âge de treize ans, il participe à des fouilles (stations néolithiques substantiques de Morges). Attiré par les sciences, il commence sa formation à l'Académie de Genève où il obtint le titre de bachelier ès sciences physiques et naturelles et bachelier ès lettres. Il poursuit ses études à Montpellier où il reçoit une licence ès sciences naturelles, à Paris où il étudie la médecine, et termine sa formation avec un doctorat en médecine à l'Université allemande de Würtzbourg en 1867. Il commencera sa carrière académique dans l'enseignement en tant que prosecteur d'anatomie dans cette même université.
De retour en Suisse François-Alphonse Forel est chargé de cours libre à l'Université de Lausanne (1869-1871), puis est nommé professeur extraordinaire d'anatomie et physiologie générale de 1871 à 1895 et de zoologie et anatomie comparée (1875-1895). Il est également chargé d'un cours d'anatomie et de physiologie à l'école de pharmacie. En 1895, il se consacre à la recherche. C'est également un pionnier dans l'étude des lacs et le fondateur d'une nouvelle science qui consiste à étudier et à comparer les lacs entre eux. À cet effet il crée le terme de « limnologie » qui vient du grec. Il fonde, par son livre Le Léman (écrit entre 1892 et 1904), la science qui étudie la biologie et l'écologie des eaux stagnantes. Précurseur de la sismologie, il est le premier à lancer des ballons-sondes pour des observations météorologiques en haute atmosphère. L'étude des lacs l'entraîne à entreprendre celle des glaciers (observations annuelles). Il préside la toute nouvelle Commission glaciologique suisse (1894) et organise une souscription pour financer une expédition suisse au Groenland (1912), qui donnera son nom à une montagne de l'île.
Il est également actif dans la politique locale, comme conseiller communal (législatif) à Morges de 1867 à 1909, ainsi que comme député libéral au Grand Conseil vaudois de 1870 à 1874.
Vers la fin de sa vie, François-Alphonse Forel reprend les recherches de son père sur les stations lacustres et devient un des meilleurs spécialistes de l'âge du Bronze en Suisse.

## Hommages

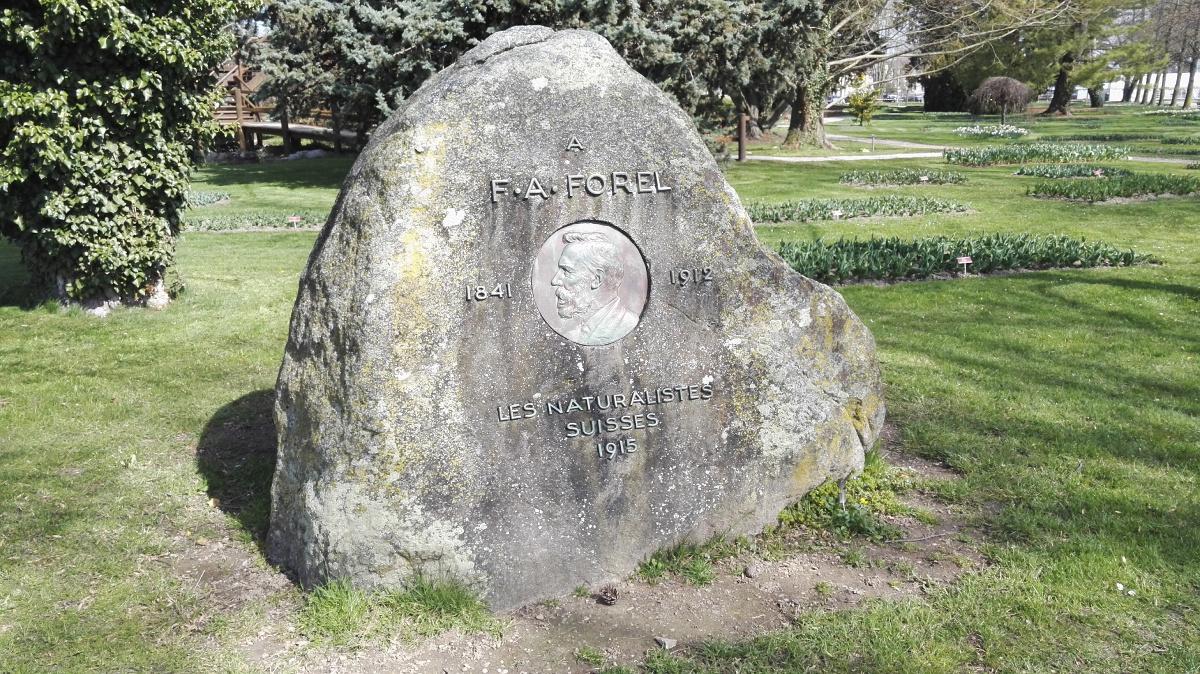
Monument Forel, Morges.

Un monument est dédié à F.-A. Forel, sous la forme d’un bloc erratique portant un médaillon en bronze à son effigie. Ce bloc provient de la région de Mollens, il a été déplacé en 1915 au parc de l’Indépendance à Morges. 
Foreltinden (en), une montagne de l’île de Spitzberg dans l'archipel norvégien de Svalbard, est nommée en hommage à Forel,.
Une « gare Forel » (estacion Forel, trains et bus, en espagnol : estación Forel) à Maule près de Talca au Chili a été ainsi nommée car il a habité un temps près de ce lieu.
Un sous-marin « F.A. Forel » est construit en 1979 aux ateliers Giovanola à Monthey. Il sera engagé dans des missions dès 1981 au lac de Garde, puis aux lac Majeur, lac de Lugano, lac de Constance, lac de Bracciano, lac d'Albano, le Léman, lac de Zurich, le Koenigsee (tournage d'un film en 1988), et le lac de Neuchâtel. Il prend sa retraite en 2007 et est conservé depuis à la Maison de la Rivière à Tolochenaz.
Un « Institut F.-A. Forel » est créé en 1980 sous l'impulsion du professeur Jean-Pierre Vernet. C'est dans le parc et la maison dits « La Bécassine » (aujourd’hui Parc Forel), au bord du lac Leman à Versoix, que l'institut est installé. En 2009, à la suite d’une réorganisation au sein de la Faculté de sciences, plusieurs unités de recherches en environnement de diverses sections sont rattachées à l'Institut. Il est devenu le Département F.-A. Forel des sciences de l’environnement et de l’eau (DEFSE, 66 Boulevard Carl-Vogt à Genève), un département multidisciplinaire de la section des sciences de la Terre et de l’environnement, Faculté des sciences de l'Université de Genève.

## Sources
- « François-Alphonse Forel », sur la base de données des personnalités vaudoises sur la plateforme « Patrinum » de la Bibliothèque cantonale et universitaire de Lausanne.
- Carinne Goncerut-Bertola, Musées de lac, entre sciences et sociétés. Étude de cas: le Musée du Léman, Paris, 2005 (thèse)
- Olivier Robert, Francesco Panese, Dictionnaire des professeurs de l'Université de Lausanne dès 1890, Lausanne, 2000, p. 425-428
- Paul-Emile Pilet, « François-Alphonse Forel » dans le Dictionnaire historique de la Suisse en ligne.
- photographie Chastellain et Gross, Lausanne Patrie suisse, 1895, no 41 p. 85-86 photographie Raphaël Lugeon, Lausanne Patrie suisse, (A. B.) 1913, no 528, p. 314
- "Forel et le Léman, Aux sources de la limnologie", Presses polytechniques et universitaires romandes, 2012